# Wassili Stepanowitsch Melnikow
Wassili Stepanowitsch Melnikow (russisch Василий Степанович Мельников, englisch Vasily Stepanovich Melnikov; * 15. September 1943 in der Oblast Brjansk; † 19. September 2017 in Kirowsk, Russland) war ein sowjetischer Skirennläufer.

## Biographie
Melnikow gehörte in den 1960er Jahren der sowjetischen Nationalmannschaft an. Sein erstes internationales Großereignis bestritt er 1964 bei den Olympischen Winterspielen in Innsbruck. Dort erreichte er seine beste Platzierung mit Rang 25 im Slalom.
1970 erreichte er bei den Weltmeisterschaften in Gröden mit dem 18. Platz in der Alpinen Kombination sein bestes Ergebnis bei einem internationalen Großereignis.
Die größten Erfolge feierte Melnikow auf nationaler Ebene, so gewann er insgesamt 12 sowjetische Meistertitel. 
Nach dem Ende seiner aktiven Karriere als Skirennläufer arbeitete Melnikow bis 2002 als Skitrainer in Kirowsk. Sein Sohn Leonid Melnikow war ebenfalls als Skirennläufer aktiv.

## Erfolge

### Olympische Winterspiele
- Innsbruck 1964: 25. Slalom, 36. Abfahrt, DNF Riesenslalom
- Grenoble 1968: 26. Slalom, 45. Riesenslalom, DSQ Abfahrt

### Weltmeisterschaften
- Gröden 1970: 18. Alpine Kombination, 56. Abfahrt[3], 59. Riesenslalom[4], DNQ Slalom[5]